# Disputa sobre la Trinidad
La Disputa sobre la Trinidad es una pintura al óleo sobre tabla de 215 × 175 cm de Andrea del Sarto, de 1517 aproximadamente y conservada en la Galería Palatina de Florencia.

## Historia
La tabla fue pintada para la iglesia de San Gallo, regentada por los agustinos, y era la tercera que el artista producía para esta iglesia, después de la Anunciación y el Noli me tangere. Antes del asedio de Florencia, en 1529, todos los bienes del monasterio se transfirieron a San Jacopo tra'Fossi, que pronto fue destruido. Algunos historiadores han señalado la presencia de santos ligados a los nombres de la familia Peri, que quizás fue el comitente.
No está datada (la escritura sobre el escalón es apócrifa y posterior), pero Vasari recuerda cómo se ejecutó después de la Virgen de las arpías, que es de 1517, hipótesis en general aceptada también por las similitudes estilísticas.
Bocchi, escribiendo una descripción llena de admiración, informó cómo la tabla había sufrido daños por la inundación de 1557, pero durante la restauración de 1985 no se encontró rastro de ello.
Es mencionada en los inventarios del palacio del siglo XVII, con varios pasajes, comprendido uno en los Uffizi de 1697 a 1716 aproximadamente, antes de encontrar su colocación definitiva en la Sala de Saturno en 1829.

## Descripción y estilo
Un cielo cerúleo hace de fondo a la aparición de la Trinidad, frente a una nube plomiza, con Dios Padre, vestido con un manto de color rojo intenso, que hace imposible pasarlo por alto, y sosteniendo a Cristo en la cruz.
Abajo, en primer plano y de cuerpo entero, la escena está dominada por una asamblea de seis santos, cuatro de pie en semicírculo y dos arrodillados a cada lado, con los troncos girados de manera complementaria, que recuerda las composiciones piramidales de la tradición florentina. Abajo, se ve a la izquierda a san Sebastián desnudo con la parte inferior cubierta por un manto celeste, en genuflexión con las flechas en la diestra y a la derecha a María Magdalena arrodillada con el tarro de ungüentos entre las manos, con un vestido rosa, mangas doradas y manto rojo; de pie, de izquierda a derecha, san Agustín con el báculo pastoral, san Lorenzo con la parrilla, san Pedro mártir con el corte en la cabeza, el hábito dominicano y el libro y san Francisco de Asís con el sayo franciscano y los estigmas sobre las manos. La Magdalena tiene los rasgos de la esposa del pintor, Lucrezia del Fede.
Están conversando animadamente, libros en mano, sobre cuestiones religiosas que, en base a la aparición en el cielo, deben concernir sobre el dogma de la Trinidad. El tema de la disputa era por entonces muy popular en la Italia central, en tiempos de vivo debate espiritual, baste pensar en la Disputa del Sacramento pintada en 1508 por Rafael en las Estancias Vaticanas, o el Éxtasis de santa Cecilia (1514), del mismo autor.
El tema trinitario era particularmente querido por los agustinos; de hecho, su santo fundador tiene una posición preeminente en el debate, con el brazo izquierdo extendido en un gesto elocuente. Lorenzo, en el centro, tiene el papel de llamar la atención del espectador, dirigiéndole una mirada directa.
En general los colores son apagados y presentados en tonos inusuales y contrastantes, por medio de los cuales el artista expresaba las inquietudes renovadoras de su época, que acabarán desembocando en el Manierismo. La luz es fuerte y produce sombras oscuras que se alternan con zonas de blancura brillante, sobre todo en los ropajes de los santos en primer plano, los más expuestos a la fuente de la iluminación, componiendo pliegues profundos y "acartonados" para Sebastián y efectos tornasolados para María Magdalena.